# Égyptomanie

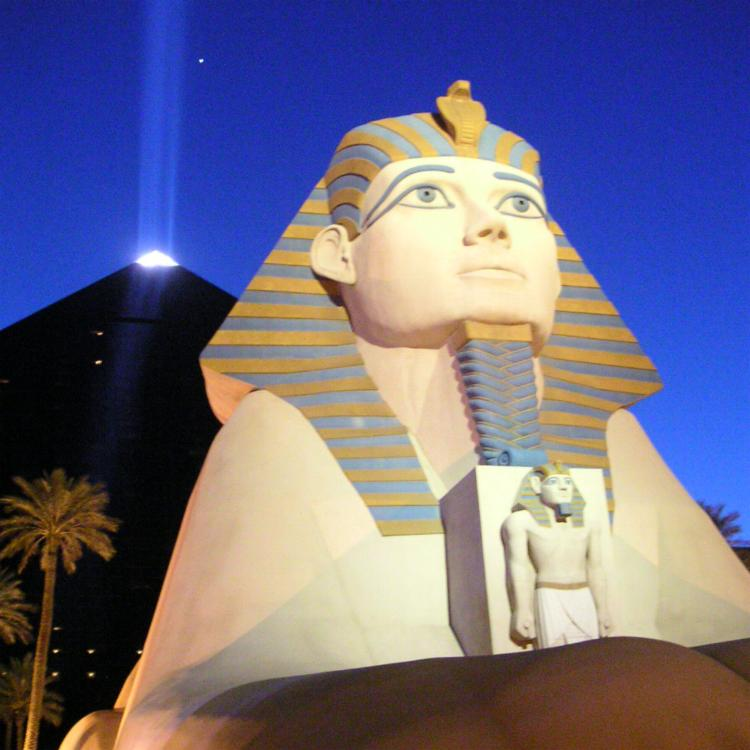
Le Luxor Hotel de Las Vegas témoigne de la persistance de l'imaginaire égyptien dans le monde contemporain.

L’égyptomanie est un concept qui décrit la fascination pour la culture et l'histoire de l'Égypte antique.
Bien que cette fascination ait pris naissance immédiatement après la période pharaonique (importation de momies dès le Moyen Âge, collection d'objets dans des cabinets de curiosités des XVIe et XVIIe siècles), ce mot se réfère plus particulièrement au regain d'intérêt européen pour l'Égypte antique à partir du récit de voyage Voyage en Égypte et en Syrie (1787) et des Ruines (1791) de Volney, ce dernier ouvrage influençant le ministre des relations extérieures Talleyrand qui incite le général Bonaparte à conduire la campagne d'Égypte de 1798 à 1801. De son retour de l'expédition d'Égypte, Vivant Denon rédige son Voyage dans la Basse et la Haute-Égypte publié en deux volumes en 1802 et qui a connu quarante rééditions au cours du XIXe siècle. Parmi les soldats de cette expédition, un jeune Italien, Bernardino Drovetti, est subjugué par la beauté des paysages et fasciné par les vestiges pharaoniques. Il revient en Égypte en 1802 en tant que consul de France ; dès les premiers mois de son séjour, il se ruine en objets antiques et se constitue une collection de première valeur. Dès 1815, c'est la « guerre des consuls égyptomaniaques » avec l'arrivée d'Henry Salt, consul d'Angleterre.
Le tourisme de masse, initié en Égypte par l'agence Cook qui organise la première croisière sur le Nil à bord d'un bateau à vapeur en 1869, développe cette égyptomanie,.
Il existe aussi, depuis le XIXe siècle, une égyptomanie américaine qui se traduit notamment par un engouement pour la figure de Cléopâtre, parfois vue comme une reine africaine. Dans l’Amérique du XIXe siècle, l'historien Charles Vanthournout développe l'idée que certains intellectuels sudistes réinterprétèrent l’Égypte antique à travers une grille racialiste, mobilisant l’égyptomanie comme instrument idéologique pour justifier l’esclavage, en assimilant l’ordre hiérarchique des plantations à celui de la vallée du Nil. Parallèlement, au XIXe siècle, les Afro-Américains développèrent une relation ambivalente avec l’Égypte antique, la percevant à la fois comme symbole d’oppression, à l'image de la servitude des Hébreux, et comme une civilisation africaine glorieuse. Cette double identification reflète leur quête d'émancipation et de reconnaissance culturelle. Cette égyptomanie connaît même un regain d’intérêt dans la culture populaire contemporaine. Elle est aujourd’hui relayée par des stars de la chanson, comme Rihanna ou Beyoncé, qui s’approprient l’imaginaire pharaonique pour affirmer une esthétique et une puissance afrodescendante, en contrepoint des usages historiques du passé égyptien.

## Terminologie
Pour Claude Aziza, l'égyptophilie désigne la passion pour l'Égypte antique qui traverse les époques, tandis que l'égyptomanie correspond à la forme particulière que prend l'égyptophilie dans la culture occidentale à partir du XIXe siècle, à la suite de la formation de l'égyptologie.
« La première mention imprimée en français du terme égyptomanie aurait été publiée en 1808, dans la première édition allemande de l'autobiographie de Wilhelmine Encke (ou Enke), où elle cite cette fameuse lettre qu'elle a reçue le 20 mars 1797 de Frederick Augustus Hervey ».

## Histoire

### Antiquité
Claude Aziza fait remonter l'égyptophilie aussi loin que l'antiquité romaine et plus précisément l'empire romain : pour lui, les initiations au culte d'Isis relevaient déjà d'une forme d'égyptomanie.
Le seul monument égyptisant survivant de l'antiquité en France est la pyramide de Vienne.

### Époque moderne
L'égyptologie avait balbutié ses premiers mots au XVIIe siècle. Valeriano, Kircher, Casali avaient exercé leur génie sur les hiéroglyphes. Pignoria avait, en 1670, publié la Mensa isiaca, une étude sur la célèbre Table isiaque que les voyageurs admiraient au musée égyptologique de Turin. On y trouvait un véritable arsenal de représentations égyptiennes : sphinx, Horus, Anubis, prétresses d'Isis, etc. Les amateurs réunissaient des bibelots égyptiens : la collection de Hans Sloane fut un des premiers fonds du British Museum, et, en France, celle du duc de Sully passa en partie à Caylus qui parlait avec satisfaction des « pièces distinguées » que contenait sa collection.
Avec les campagnes napoléoniennes (1798-1801) et l’énorme succès de la Description de l'Égypte (1809-1828), une vague d’égyptomanie touche les sociétés occidentales européenne et nord-américaine. L’égyptomanie américaine désigne une période d’intense fascination des États-Unis pour l’Égypte ancienne tout au long du XIXe siècle, marquée par une appropriation culturelle, architecturale et idéologique du passé pharaonique. Cette égyptomanie s’inscrit dans la construction de l’exceptionnalisme américain, en intégrant symboliquement l’Égypte antique à l’identité nationale. Elle se manifeste notamment par l’importation et l’exposition de momies dans les grandes villes américaines, au cœur de débats scientifiques et raciaux visant à prouver la supposée blancheur des anciens Égyptiens. Des figures comme George Gliddon ou Samuel Morton mobilisent l’égyptologie et les pseudosciences raciales (craniologie, phrénologie) pour justifier l’esclavage des Noirs aux États-Unis. En parallèle, un courant contestataire afro-américain, proto-afrocentriste, revendique une Égypte noire, berceau de la civilisation et symbole de fierté africaine. L’égyptomanie s’exprime aussi à travers l’architecture néo-égyptienne — notamment dans les cimetières, prisons et bâtiments publics — et par une toponymie calquée sur les lieux mythiques de la vallée du Nil (Memphis, Thèbes, Le Caire). La figure de Cléopâtre, intensément redéployée dans les récits et les arts à partir des années 1850, cristallise les tensions autour du genre, de la race et de la nationalité, oscillant entre icône noire émancipatrice et beauté blanche idéalisée. L’Égypte devient ainsi, dans l’imaginaire américain du XIXe siècle, un miroir des conflits internes de la jeune nation, entre ambition impériale, quête identitaire et luttes raciales.
Aux États-Unis, la réception de Cléopâtre illustre ces tensions. Dès les années 1840, elle devient une figure mobilisée par les militantes féministes, qui voient en elle un modèle d’émancipation et un argument contre la domination patriarcale. Parallèlement, les abolitionnistes afro-américains, tels que Frederick Douglass ou James Theodore Holly, la revendiquent comme une ancêtre africaine, symbole de la grandeur noire. En réaction, les théoriciens racialistes insistent sur son ascendance grecque et son teint « blanc », en cohérence avec leurs thèses hiérarchisantes. La reine inspire aussi de nombreux artistes américains, dont William Wetmore Story ou Edmonia Lewis, qui en font une métaphore des débats contemporains sur l’esclavage. Enfin, son image est progressivement récupérée par l’industrie publicitaire et le cinéma naissant, qui la transforment en produit de consommation et en star hollywoodienne, fixant durablement son rôle d’icône culturelle aux États-Unis.

## Égyptomanie dans l'art

### Architecture

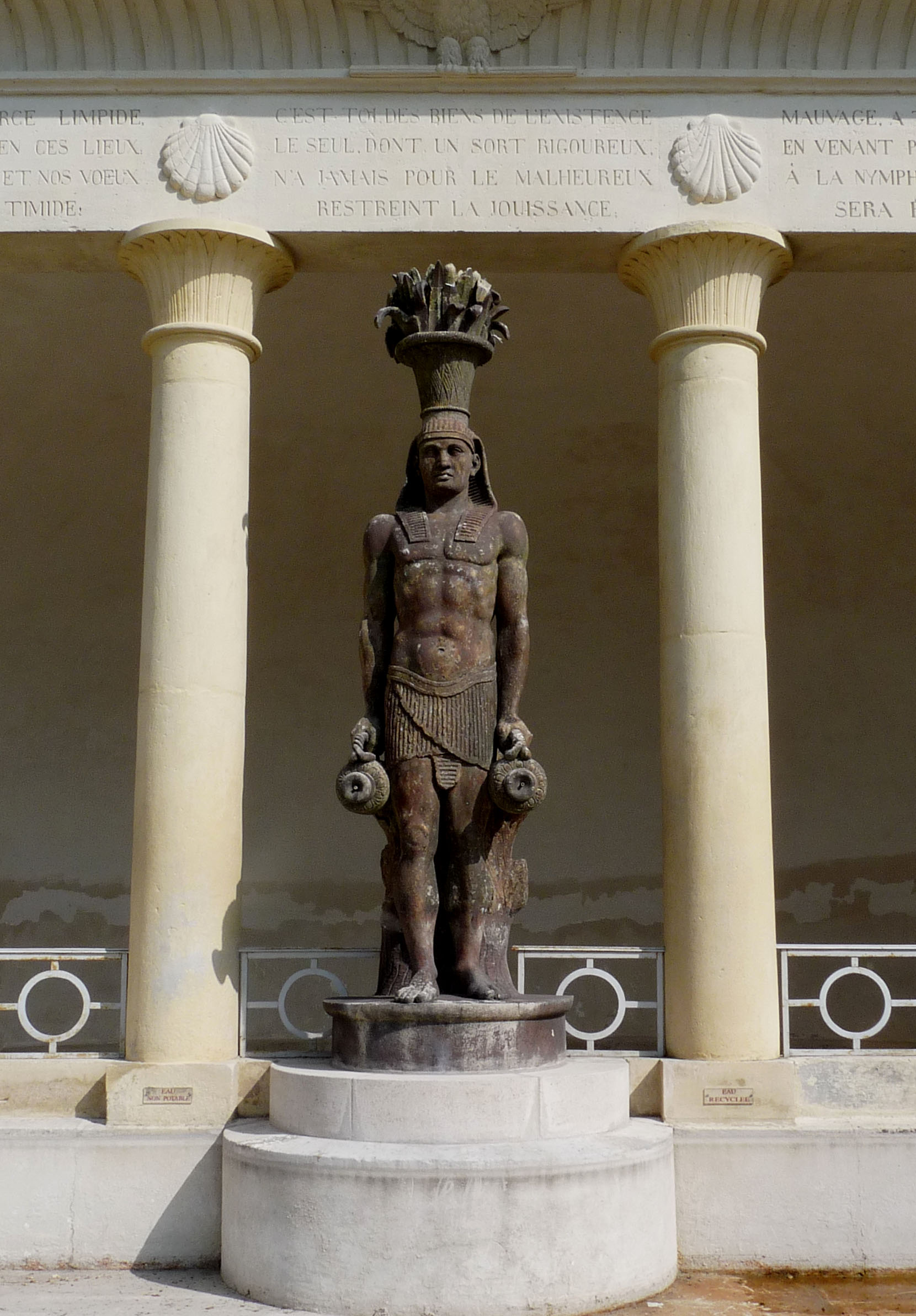
Statue néo-égyptienne (1831) à la fontaine-lavoir de Mauvages (Meuse)

L'architecture apprécie les obélisques, les pyramides, les colonnes papyriformes, les chapiteaux lotiformes, les moulures torsadées, les murs à redents et les toits plats. Ce courant sera beaucoup exploité dans la construction d'instituts éducatifs et de mausolées, afin de symboliser à la fois les progrès de la science et la croyance en la vie après la mort propres à l'Égypte antique. Il est souvent associé au style néogrec (ou renouveau grec),.

### Arts décoratifs

#### Égyptomanie à la manufacture de Sèvres
En 1800, Alexandre Brongniart est appelé à la direction de l'ancienne Manufacture royale de porcelaine de Sèvres. Au retour de sa campagne en Égypte, Bonaparte renoue avec la tradition des grands services royaux et commande à la manufacture un somptueux service inspiré de l'expédition d'Égypte. L'entreprise en est confiée à Dominique Vivant Denon ; les plus grands peintres et artisans de la manufacture sont mobilisés, mais également des collaborateurs extérieurs comme l'architecte Jean-Baptiste Lepère qui participa à l'expédition d'Égypte aux côtés de Vivant Denon.
Le service se compose de soixante-douze assiettes d'un beau bleu orné de motifs égyptiens en or, le fond étant peint en grisé de copies de scènes et paysages rapportés d'Égypte. Il comprend également quatre sucriers à figure égyptienne, deux seaux à glace, deux corbeilles à palmes, deux autres en forme de lotus, douze compotiers ornés des signes du zodiaque, deux confituriers-boules à griffes de lion, une splendide assiette peinte d'un planisphère égyptien et deux cabarets à thé et à café composés chacun de trente-six pièces à motif égyptien. S'y ajoute la pièce la plus imposante du service : un surtout, ou milieu de table, réalisé par Lepère qui s'inspire des planches préparatoires de la description de l'Égypte. Cette composition de 6,64 × 0,76 m en biscuit de Sèvres présente en maquette le kiosque du temple de Philæ flanqué de quatre obélisques, les temples de Dendérah et d'Edfou reliés par des colonnades à pylônes et prolongés par les deux colosses de Memnon et d'une allée de sphinx à tête de bélier.
D'autres objets fabriqués à Sèvres relèvent du goût égyptien : des vases offerts par Napoléon à l'archiduc d'Autriche Ferdinand III ou des copies d'ouchebtis.
La porcelaine de Paris est gagnée par la mode égyptienne et le style se pérennise sous la Restauration, puis sous la monarchie de Juillet, qui commande à la manufacture de Sèvres des vases de style égyptien exécutés sous le contrôle de Champollion en 1832.

#### Souvenirs d’Égypte à La Malmaison
Resté intact malgré sa fragilité, le cabaret égyptien de l'impératrice Joséphine, réalisé en 1808 par la manufacture impériale de porcelaine de Sèvres, est aujourd'hui exposé au Musée de la Malmaison. Ce musée consacré à l'histoire napoléonienne abrite les souvenirs de l'expédition de Bonaparte en Égypte et les témoignages de l'« égyptomania » qui en résulta. La modeste collection d'antiquités égyptiennes rassemblées à l'époque de Joséphine était surtout constituée des objets rapportés de la campagne de 1799. Dans la « salle des Antiques », Joséphine avait mis une statue cube en grès du Moyen Empire, qui se trouve aujourd'hui au Musée de Brooklyn à New York, un scarabée en granit rouge et un torse en basalte noir figurant un prêtre d'Osiris. Dans la Grande Galerie se trouvait la statue de scribe transférée plus tard au Louvre et un « hippopotame en albâtre blanc saucée dans une couverture bleue ». La momie entière qui était dans le « cabinet d'histoire naturelle », fut aussi transférée au Louvre.

### Littérature
La très grande majorité des récits ayant pour cadre l'Égypte antique se déroulent dans le cadre de la XVIIIe dynastie ; en particulier, la prépondérance du thème des momies montre que ce courant littéraire souffre de conformisme et puisent leur inspiration à la même source, Le Roman de la momie de Théophile Gautier. L'exception notable est l'œuvre d'Agatha Christie La mort n'est pas une fin, qui se déroule durant la XIe dynastie.

#### Poésie française sous le charme de l'Égypte
L'école romantique découvre au retour de l'expédition d'Égypte les vestiges archéologiques qui vont permettre aux poètes de décrire les lieux antiques qui les fascinent. Dès le début du XIXe siècle, l'archéologie égyptienne accomplit des progrès considérables et il n'est pas nécessaire de faire le voyage pour s'informer. Des ouvrages illustrés paraissent, le plus complet étant le « Voyage dans la Basse et la Haute-Égypte » de Dominique Vivant Denon, dont Victor Hugo s'inspire largement dans ses « Orientales » publiées en 1829. Le recueil des Orientales ouvre à la poésie française au baroque des pays lointains, aux religions mystérieuses et à la démesure que Victor Hugo décrit :
« C'est vouloir hautement le désordre, la profusion, la bizarrerie, le mauvais goût (...) là en effet tout est grand, riche, fécond, comme le Moyen Âge, cette autre mer de poésie. »
Leconte de Lisle va connaître une grande renommée avec la publication en 1852 du recueil « Poèmes antiques ». L'Égypte hante le poète avec Néferou-Ra, paru en 1862 dans les « Poèmes barbares », Le Voile d'Isis, long poème conçu comme un dialogue entre le pharaon mourant et un prêtre.
S'ils aiment évoquer les pharaons, les poètes français ne peuvent s'empêcher de célébrer les charmes de Cléopâtre : la reine d'Égypte devient au XIXe siècle une muse de la poésie française. Là encore Victor Hugo donne l'exemple dans « La Légende des siècles », ou il fait parler les dix sphinx de marbre blanc qui soutiennent le trône sur lequel est assis le sultan d'Égypte, lui signifiant que sa grandeur n'est rien devant la mort ; le neuvième sphinx fait le portrait de Cléopâtre.
La mythologie égyptienne est aussi une source de choix pour les poètes qui cherchent plus à exprimer les sentiments que leur inspire une religion fascinante et peu connue qu'à s'en faire les exégètes méthodiques. Ayant chanté Antoine et Cléopâtre, José-Maria de Heredia dresse dans « La Vision de Khém », un fascinant tableau d'une Égypte hiératique et lumineuse, plongée dans ses rites anciens.

### Musique
Les références à l'Égypte antique dans la musique pop revêtent des formes diversifiées. Elles peuvent être un simple clin d'œil (par exemple The Sign du groupe Ace of Base ou California Roll (en) de Snoop Dogg), mais l'Égypte fantasmée peut aussi susciter des œuvres plus égyptomaniaques (clip Remember the Time de Michael Jackson, musique de Dark Horse de Katy Perry…).
L'Égypte antique dans la musique peut également avoir un arrière-fond idéologique lorsqu'elle inspire des musiciens de jazz afro-américains (Sun Ra, The Pharaohs (en), Cecil Taylor, Pharoah Sanders) qui s'inscrivent dans le mouvement américain des droits civiques des années 1950. Elle peut aussi être un vecteur d'affirmation identitaire sur le plan collectif : divers rappeurs (rappeurs afro-américains tels que Imhotep Gary Byrd (en), Nas, Army of the Pharaohs, ou artistes français de hip-hop tels que IAM — Akhenaton, Kheops, Imhotep ou Kephren — dont les pseudonymes égyptiens peuvent rappeler l'égyptocentrisme agressif de certains rappeurs noirs américains qui voient dans l'Égypte antique l'origine des civilisations africaines noires) s'approprient des références mythologiques de la civilisation égyptienne qui est convoquée dans certaines chansons comme un berceau de la grandeur du peuple noir,.

### Cinéma
- Indiana Jones : le personnage d'Indiana Jones est un aventurier et archéologue qui fait ses premiers pas en Egypte, dans la vallée des Rois, auprès d'Howard Carter. (cf 1992-1993 : Les Aventures du jeune Indiana Jones (The Young Indiana Jones Chronicles) de George Lucas )
- 1999 : La Momie (The Mummy) de Stephen Sommers
- 2001 : Le Retour de la momie (The Mummy Returns) de  Stephen Sommers

## Critique de l'égyptomanie
La ferveur excessive vis-à-vis des mystères égyptiens de la part des Grecs anciens comme de l'occident moderne a été analysée par Roger Caratini dans son ouvrage L'Égyptomanie, une imposture. L'objectif du regain régulier d'égyptomanie est selon l'auteur de vendre du papier. Il est rappelé que les Égyptiens n'ont pas inventé grand chose que cela soit dans le domaine de l'écriture, des mathématiques ou des systèmes sociaux, comparativement aux Sumériens. En revanche, les Égyptiens ont laissé des monuments et des hiéroglyphes qui, parce qu'ils ont été longtemps incompris ont attiré les curieux de toute nature. Après le déchiffrement par Jean-François Champollion, la communauté scientifique s'est rapidement aperçue que les textes des monuments étaient exclusivement à la gloire des pharaons. D'après Roger Caratini, c'est un peu comme si l'on déchiffrait les inscriptions des monuments élevés à la gloire de Staline pour comprendre l'histoire de la Russie.

## Expositions consacrées à l'égyptomanie
- Égyptomania. La collection Jean-Marcel Humbert, exposition présentée au Musée dauphinois - Département de l'Isère, à Grenoble, France, du 5 novembre 2022 au 27 novembre 2023 - Commissariat : Jean-Marcel Humbert, Caroline Dugand, Franck Philippeaux ;
- Égypte. Éternelle passion, exposition présentée au Musée royal de Mariemont, à Morlanwelz, Belgique, du 24 septembre 2022 au 16 avril 2023 - Commissariat : Arnaud Quertinmont ;
- Egyptomania : L’Égypte dans l'art occidental 1730-1930, exposition présentée au Musée du Louvre, Paris, France, du 20 janvier au 18 avril 1994 - Commissariat : Jean-Marcel Humbert, Christiane Ziegler, Michael Pantazzi ;.
- Des pharaons au général, exposition présentée au musée Wellington, Waterloo, Belgique, du 16 juin 2023 au 15 janvier 2024 - Commissariat : Eugène Warmenbol et Quentin Debbaudt.